# Supercoupe de Grèce de football
La Supercoupe de Grèce est une compétition de football opposant le vainqueur du Championnat de Grèce à celui de la Coupe de Grèce.

## Palmarès
| Saison                       | Vainqueur           | Score         | Finaliste     | Stade                      |
| ---------------------------- | ------------------- | ------------- | ------------- | -------------------------- |
| 1980                         | Olympiakos Le Pirée | 4-3           | PAE Kastoria  | Stade Karaiskaki, Le Pirée |
| 1987                         | Olympiakos Le Pirée | 1-0           | OFI Crète     | Stade olympique, Athènes   |
| 1988                         | Panathinaïkos       | 3-1           | AEL Larissa   | Stade olympique, Athènes   |
| 1989                         | AEK Athènes         | 1-1 (6-5 tab) | Panathinaïkos | Stade olympique, Athènes   |
| non disputée en 1990 et 1991 |                     |               |               |                            |
| 1992                         | Olympiakos Le Pirée | 3-1           | AEK Athènes   | Stade olympique, Athènes   |
| 1993                         | Panathinaïkos       | 1-0           | AEK Athènes   | Stade olympique, Athènes   |
| 1994                         | Panathinaïkos       | 3-0           | AEK Athènes   | Stade olympique, Athènes   |
| non disputée en 1995         |                     |               |               |                            |
| 1996                         | AEK Athènes         | 1-1 (9-8 tab) | Panathinaïkos | Stade Karaiskaki, Le Pirée |
| non disputée de 1997 à 2006  |                     |               |               |                            |
| 2007                         | Olympiakos Le Pirée | 1-0           | AEL Larissa   | Stade Karaiskaki, Le Pirée |
| non disputée depuis 2008     |                     |               |               |                            |